# Liste in Bau befindlicher Schnellfahrstrecken
Dieser Artikel beinhaltet eine Liste in Bau befindlicher Schnellfahrstrecken für den Hochgeschwindigkeits-Eisenbahnverkehr. Der Datenstand der Liste ist der 1. November 2024.
Bereits in Betrieb befindliche Schnellfahrstrecken sind in der Liste der in Betrieb befindlichen Schnellfahrstrecken aufgelistet. Geplante Vorhaben finden sich in der Liste geplanter Schnellfahrstrecken.

## Afrika

### Ägypten
| Status    | Schnellfahrstrecke                 | Höchstgeschwindigkeit im Betrieb | Länge   | Inbetriebnahme          | Stromsystem  | Zugbeeinflussung | geplante Nutzung durch |
| --------- | ---------------------------------- | -------------------------------- | ------- | ----------------------- | ------------ | ---------------- | ---------------------- |
| im Neubau | Marsa Matruh/Alexandria–Ain Suchna | 250 km/h                         | 0660 km | 2026 (Alexandria–Kairo) | 25 kV, 50 Hz | ETCS Level 2     | Siemens Velaro         |
| im Neubau | Kairo–Abu Simbel                   | 250 km/h                         | 1100 km | 2030 (Kairo–Asyut)      | 25 kV, 50 Hz | ETCS Level 2     | Siemens Velaro         |

### Marokko
| Status | Schnellfahrstrecke | Höchstgeschwindigkeit | Länge  | Inbetriebnahme | Stromsystem  | Zugbeeinflussung | geplante Nutzung durch |
| ------ | ------------------ | --------------------- | ------ | -------------- | ------------ | ---------------- | ---------------------- |
| Im Bau | Kenitra–Rabat      | 320 km/h              | 055 km | 2027           | 25 kV, 50 Hz | ETCS Level 1     | Al Boraq (TGV Duplex)  |
| Im Bau | Rabat–Casablanca   | 320 km/h              | 105 km | 2030           | 25 kV, 50 Hz | ETCS Level 1     | Al Boraq (TGV Duplex)  |
| Im Bau | Settat–Marrakesch  | 320 km/h              | 170 km | 2030           | 25 kV, 50 Hz | ETCS Level 1     | Al Boraq (TGV Duplex)  |

## Asien

### China
| Status           | Schnellfahrstrecke                                                                                         | Korridor                                                               | Höchstgeschwindigkeit im Betrieb | Länge    | Inbetriebnahme                                                                 | Stromsystem  | Zugbeeinflussung | geplante Nutzung durch |
| ---------------- | --- | ---------------------------------------------------------------------- | -------------------------------- | -------- | ------------------------------------------------------------------------------ | ------------ | ---------------- | ---------------------- |
| Im Bau           | Zhengji HSR (Zhengzhou–Puyang)                                                                             |                                                                        | 350 km/h                         | 237 km   | geplant erste Hälfte 2022                                                      | 25 kV, 50 Hz |                  |                        |
| Im Bau           | Zhengyu HSR (Xiangyang–Xingshan)                                                                           | Zhengwan PDL Jangtse-Korridor                                          | 350 km/h                         | 182 km   | geplant 2022                                                                   | 25 kV, 50 Hz |                  |                        |
| Im Bau           | Zhengyu HSR (Xingshan–Wanzhou)                                                                             | Zhengwan PDL Jangtse-Korridor                                          | 350 km/h                         | 269 km   | geplant 2022                                                                   | 25 kV, 50 Hz |                  |                        |
| Im Bau           | Huandhuang HSR (Huanggang–Huangmei)                                                                        | Peking–Hongkong / Taipeh-Korridor                                      | 350 km/h                         | 127 km   | geplant 2022                                                                   | 25 kV, 50 Hz |                  |                        |
| Im Bau           | Jingtang Intercity Railway (Peking–Tangshan)                                                               | Anbindung von Peking an den Küstenkorridor in nördlicher Richtung      | 350 km/h                         | 149 km   | geplant September 2022                                                         | 25 kV, 50 Hz |                  |                        |
| Im Bau           | Keihin Intercity Railway (Peking–Binhai)                                                                   | Zweite Schnellfahrstrecke Peking–Tianjin                               | 350 km/h                         | 98 km    | geplant 30. September 2022                                                     | 25 kV, 50 Hz | CTCS3-D          | CRH3, Fuxing CRH400AF  |
| Im Bau           | Nanchong Intercity Railway (Nanning–Chongzuo)                                                              | Verbindung von Nanning zur Grenze zwischen China und Vietnam           | 250 km/h                         | 119 km   | bis Chongzuo 2022 fertig, geplant bis Pinxiang Ende 2025                       | 25 kV, 50 Hz |                  |                        |
| Im Bau           | Changyichang HSR (Changde–Yiyang–Changsha)                                                                 | Xiamen–Chongqing-Korridor                                              | 350 km/h                         | 157 km   | geplant 2022                                                                   | 25 kV, 50 Hz |                  |                        |
| Im Bau           | Chenglan-Bahn (Chengdu–Huangshengguan)                                                                     | Lanzhou–Guangzhou-Korridor                                             | 200 km/h                         | 275 km   | geplant 2022                                                                   | 25 kV, 50 Hz |                  |                        |
| Im Bau           | Baoyin HSR (Yinchuan–Huinong)                                                                              | Peking–Lanzhou-Korridor                                                | 250 km/h                         | 101 km   | geplant 2022                                                                   | 25 kV, 50 Hz |                  |                        |
| Im Bau           | Hangwen HSR (Yiwu–Wenzhou)                                                                                 |                                                                        | 350 km/h                         | 201 km   | geplant 2022                                                                   | 25 kV, 50 Hz |                  |                        |
| Im Bau           | Yinlan HSR (Zhongwei–Lanzhou)                                                                              | Peking–Lanzhou-Korridor                                                | 350 km/h                         | 219 km   | geplant 2022                                                                   | 25 kV, 50 Hz |                  |                        |
| Im Bau           | Jiangsu South Riverside Railway (Nanjing–Jurong–Changzhou–Jiangyin–Zhangjiagang–Changshu–Taicang–Shanghai) | Jangtse-Korridor                                                       | 350 km/h                         | 279 km   | geplant 2022                                                                   | 25 kV, 50 Hz |                  |                        |
| Im Bau           | Mianlu HSR (Mianyang–Suining–Neijiang)                                                                     | Verbindung Jangtse-Korridor zu Peking–Kunming-Korridor                 | 250 km/h                         | 257 km   | geplant Dezember 2022                                                          | 25 kV, 50 Hz |                  |                        |
| Im Bau           | Fangdong-Bahn (Fangchenggang–Dongxing)                                                                     | Verlängerung des Küstenkorridors zur Grenze zwischen China und Vietnam | 250 km/h                         | 48 km    | geplant 2023                                                                   | 25 kV, 50 Hz |                  |                        |
| Im Bau           | Sichuan South Intercity Railway (Zigong–Yibin)                                                             |                                                                        | 350 km/h                         | 82 km    | geplant 2023                                                                   | 25 kV, 50 Hz |                  |                        |
| Im Bau           | Chengdu–Zigong HSR (Chengdu–Zigong)                                                                        |                                                                        | 350 km/h                         | 178 km   | geplant 2023                                                                   | 25 kV, 50 Hz |                  |                        |
| Im Bau           | Lanzhang-Bahn (Lanzhou–Wuwei)                                                                              | 3. und 4. Gleis separat geführt zu einer bestehenden Bahnstrecke       | 250 km/h                         | 195 km   | geplant 2023                                                                   | 25 kV, 50 Hz |                  |                        |
| Im Bau           | Shanshan HSR (Shantou–Shanwei)                                                                             | Küstenkorridor                                                         | 350 km/h                         | 163 km   | geplant 2023                                                                   | 25 kV, 50 Hz |                  |                        |
| Im Bau           | Ninghuai Intercity Railway (Nanjing–Huai’an)                                                               |                                                                        | 350 km/h                         | 201 km   | geplant 2023                                                                   | 25 kV, 50 Hz |                  |                        |
| Im Bau           | Jilai HSR (Jinan–Laiwu)                                                                                    |                                                                        | 350 km/h                         | 117 km   | geplant 2023                                                                   | 25 kV, 50 Hz |                  |                        |
| Im Bau           | Longlong HSR (Longyan–Longchuan)                                                                           |                                                                        | 250 km/h                         | 93 km    | geplant 2023                                                                   | 25 kV, 50 Hz |                  |                        |
| Im Bau           | Jinxing Intercity Railway (Tianjin–Flughafen Peking-Daxing)                                                |                                                                        | 200 km/h                         | 57 km    | geplant erste Hälfte 2023                                                      | 25 kV, 50 Hz |                  |                        |
| Im Bau           | Changjinghuang HSR (Nanchang–Jingdezhen–Huangshan)                                                         |                                                                        | 350 km/h                         | 290 km   | geplant September 2023                                                         | 25 kV, 50 Hz |                  |                        |
| Im Bau           | Huaibei–Fuyang HSR (Huaibei–Fuyang)                                                                        |                                                                        | 350 km/h                         | 147 km   | geplant zweite Hälfte 2023                                                     | 25 kV, 50 Hz |                  |                        |
| Im Bau           | Lairong Intercity Railway (Laixi–Rongcheng)                                                                |                                                                        | 350 km/h                         | 192 km   | geplant zweite Hälfte 2023                                                     | 25 kV, 50 Hz |                  |                        |
| Im Bau           | Chongping HSR (Chongzuo–Pingxiang)                                                                         | Verbindung von Nanning zur Grenze zwischen China und Vietnam           | 250 km/h                         | 84 km    | geplant Ende 2023                                                              | 25 kV, 50 Hz |                  |                        |
| Im Bau           | Guinan HSR (Guiyang–Nanning)                                                                               | Baotou–Hainan-Korridor                                                 | 350 km/h                         | 482 km   | geplant Ende 2023                                                              | 25 kV, 50 Hz |                  |                        |
| Im Bau           | Nanyu Intercity Railroad (Nanning–Yulin)                                                                   |                                                                        | 350 km/h                         | 193 km   | geplant Ende 2023                                                              | 25 kV, 50 Hz |                  |                        |
| Im Bau           | Shihengcang Intercity Railroad (Shijiazhuang–Hengshui–Cangzhou)                                            |                                                                        | 250 km/h                         | 334 km   | geplant Ende 2023                                                              | 25 kV, 50 Hz |                  |                        |
| Im Bau           | Xuanji HSR (Xuancheng–Jixi)                                                                                |                                                                        | 350 km/h                         | 112 km   | geplant Februar 2024                                                           | 25 kV, 50 Hz |                  |                        |
| Im Bau           | Rilan HSR (Heze–Lankao)                                                                                    |                                                                        | 350 km/h                         | 86 km    | geplant Juni 2024                                                              | 25 kV, 50 Hz |                  |                        |
| Im Bau           | Panxing HSR (Panzhou–Xingyi)                                                                               |                                                                        | 250 km/h                         | 98 km    | geplant 2024                                                                   | 25 kV, 50 Hz |                  |                        |
| Im Bau           | Tieyi PDL (Tieli–Yichun)                                                                                   |                                                                        | 250 km/h                         | 114 km   | geplant 2024                                                                   | 25 kV, 50 Hz |                  |                        |
| Im Bau           | Chihuang HSR (Chizhou–Huangshan)                                                                           |                                                                        | 350 km/h                         | 125 km   | geplant 2024                                                                   | 25 kV, 50 Hz |                  |                        |
| Im Bau           | Mimon-Bahn (Mile–Mengzi)                                                                                   |                                                                        | 250 km/h                         | 107 km   | geplant 2024                                                                   | 25 kV, 50 Hz |                  |                        |
| Im Bau           | Guangzhan HSR (Guangzhou–Zhanjiang)                                                                        | Küstenkorridor                                                         | 350 km/h                         | 400 km   | geplant 2024                                                                   | 25 kV, 50 Hz |                  |                        |
| Im Bau           | Zhengji HSR (Puyang–Jinan)                                                                                 |                                                                        | 350 km/h                         | 208 km   | geplant 2024                                                                   | 25 kV, 50 Hz |                  |                        |
| Im Bau           | Weiyan HSR (Weifang–Yantai)                                                                                | Küstenkorridor                                                         | 350 km/h                         | 236 km   | geplant 2024                                                                   | 25 kV, 50 Hz |                  |                        |
| Im Bau           | Jining–Datong–Yuanping HSR (Jining–Datong–Yuanping)                                                        | Hohhot–Nanning-Korridor                                                | 250 km/h                         | 270 km   | geplant 2024                                                                   | 25 kV, 50 Hz |                  |                        |
| Im Bau           | Shanghai–Suzhou–Huzhou HSR Shanghai–Suzhou–Huzhou                                                          |                                                                        | 350 km/h                         | 163,5 km | geplant zweite Hälfte 2024                                                     | 25 kV, 50 Hz |                  |                        |
| Im Bau           | Shenbai HSR (Shenyang–Changbaishan)                                                                        |                                                                        | 350 km/h                         | 428 km   | geplant zweite Hälfte 2024                                                     | 25 kV, 50 Hz |                  |                        |
| Im Bau           | Chengdawan HSR (Chengdu–Dazhou–Wanzhou)                                                                    | Jangtse-Korridor                                                       | 350 km/h                         | 488 km   | geplant 2025                                                                   | 25 kV, 50 Hz |                  |                        |
| Im Bau           | Chongqing–Qianjiang HSR (Chongqing–Qianjiang)                                                              | Xiamen–Chongqing-Korridor                                              | 350 km/h                         | 270 km   | geplant Juni 2025                                                              | 25 kV, 50 Hz |                  |                        |
| Im Bau           | Hexin HSR (Hefei–Xinyi)                                                                                    |                                                                        | 350 km/h                         | 344 km   | geplant Juni 2025                                                              | 25 kV, 50 Hz |                  |                        |
| Im Bau           | Xi’an–Yan’an HSR (Xi’an–Yan’an)                                                                            | Baotou–Hainan-Korridor                                                 | 350 km/h                         | 292 km   | geplant Oktober 2025                                                           | 25 kV, 50 Hz |                  |                        |
| Im Bau           | Baoyin HSR Baotou–Huinong                                                                                  | Peking–Lanzhou-Korridor                                                | 250 km/h                         | 440 km   | geplant 2025                                                                   | 25 kV, 50 Hz |                  |                        |
| Im Bau           | Xi’an–Chongqing HSR: Xikang HSR (Xi’an–Ankang)                                                             | Baotou–Hainan-Korridor                                                 | 350 km/h                         | 171 km   | Baubeginn im Juni 2021, Eröffnung nach 2025                                    | 25 kV, 50 Hz |                  |                        |
| Im Bau           | Wuhan–Yichang HSR (Wuhan–Jingmen–Yichang)                                                                  | Jangtse-Korridor                                                       | 350 km/h                         | 313 km   | Baustart im September 2021, Eröffnung geplant 2025                             | 25 kV, 50 Hz |                  |                        |
| Im Bau           | Shenzhen–Zhanjiang-Bahn Shenzhen–Jiangmen                                                                  | Küstenkorridor                                                         | 250 km/h                         | 116 km   | geplant zweite Hälfte 2025                                                     | 25 kV, 50 Hz |                  |                        |
| Im Bau           | Xi’an–Shiyan HSR (Xi’an–Shiyan)                                                                            |                                                                        | 350 km/h                         | 256 km   | geplant 2026                                                                   | 25 kV, 50 Hz |                  |                        |
| Im Bau           | Chongqing–Kunming                                                                                          | Peking–Kunming-Korridor                                                | 350 km/h                         | 699 km   | geplant August 2027                                                            | 25 kV, 50 Hz |                  |                        |
| Im Bau           | Xicheng-Bahn (Xining–Huangshengguan)                                                                       | Lanzhou–Guangzhou-Korridor                                             | 200 km/h                         | 502 km   | geplant zweite Hälfte 2027                                                     | 25 kV, 50 Hz |                  |                        |
| Im Bau, gestoppt | Xihan Intercity Railway (Xi’an–Hancheng)                                                                   | Regionale SFS in der Agglomeration Xi’an                               | 250 km/h                         | 176 km   | Baustart im Dezember 2017, Bau war 2021 eingestellt wg. Finanzierungsproblemen | 25 kV, 50 Hz |                  |                        |

### Indien
| Status | Schnellfahr-strecke | Höchstgeschwindigkeit im Betrieb | Länge  | Inbetriebnahme | Stromsystem  | Zugbeeinflussung | geplante Nutzung durch |
| ------ | ------------------- | -------------------------------- | ------ | -------------- | ------------ | ---------------- | ---------------------- |
| Im Bau | Mumbai–Ahmedabad    | 320 km/h                         | 508 km | 2027           | 25 kV, 50 Hz |                  | Shinkansen-Baureihe E5 |

### Japan
| Status | Schnellfahr-strecke                        | Höchstgeschwindigkeit im Betrieb | Länge  | Inbetriebnahme | Stromsystem  | Zugbeeinflussung | geplante Nutzung durch |
| ------ | ------------------------------------------ | -------------------------------- | ------ | -------------- | ------------ | ---------------- | ---------------------- |
| Im Bau | Hokkaidō-Shinkansen, Shin Hakodate–Sapporo | 320 km/h                         | 211 km | 2031 (geplant) | 25 kV, 50 Hz |                  | Shinkansen             |

### Saudi-Arabien
| Status | Schnellfahrstrecke                  | Höchstgeschwindigkeit im Betrieb | Länge | Inbetriebnahme | Stromsystem | Zugbeeinflussung | geplante Nutzung durch |
| ------ | ----------------------------------- | -------------------------------- | ----- | -------------- | ----------- | ---------------- | ---------------------- |
| Im Bau | Dammam-Riad-Linie 1 Umfahrung Hofuf | 200 km/h                         | 47 km |                | Diesel      | ETCS Level 1     |                        |

### Thailand
| Status | Schnellfahrstrecke                  | Höchstgeschwindigkeit im Betrieb | Länge  | Inbetriebnahme | Stromsystem  | Zugbeeinflussung | geplante Nutzung durch |
| ------ | ----------------------------------- | -------------------------------- | ------ | -------------- | ------------ | ---------------- | ---------------------- |
| Im Bau | Bangkok–Nakhon Ratchasima (Phase 1) | 250 km/h                         | 253 km | 2027           | 25 kV, 50 Hz |                  | Fuxing CR300AF         |

### Türkei
| Status | Schnellfahrstrecke                                | Höchstgeschwindigkeit im Betrieb | Länge  | Inbetriebnahme                                   | Stromsystem  | Zugbeeinflussung | geplante Nutzung durch |
| ------ | ------------------------------------------------- | -------------------------------- | ------ | ------------------------------------------------ | ------------ | ---------------- | ---------------------- |
| Im Bau | Karaman–Ulukışla                                  | 200 km/h                         | 135 km | 2025 (geplant)                                   | 25 kV, 50 Hz | ETCS Level 1     | HT65000, HT80000       |
| Im Bau | (Istanbul–)Halkalı–Kapıkule (Grenze zu Bulgarien) | 200 km/h                         | 229 km | Ende 2025 Çerkezköy–Kapıkule, 2028 Gesamtstrecke | 25 kV, 50 Hz | ETCS Level 1     | HT65000, HT80000       |
| Im Bau | Yerköy–Kayseri                                    | 250 km/h                         | 142 km | 2026 (geplant)                                   | 25 kV, 50 Hz | ETCS Level 1     | HT65000, HT80000       |
| Im Bau | Osmaneli–Bursa–Bandırma                           | 200 km/h                         | 201 km | 2026 (geplant)                                   | 25 kV, 50 Hz | ETCS Level 1     | HT65000, HT80000       |
| Im Bau | Polatlı–Izmir                                     | 250 km/h                         | 508 km | 2027 (geplant)                                   | 25 kV, 50 Hz | ETCS Level 1     | HT65000, HT80000       |
| Im Bau | Mersin–Adana–Gaziantep                            | 200 km/h                         | 312 km | 2027 (geplant)                                   | 25 kV, 50 Hz | ETCS Level 1     | HT65000, HT80000       |

## Europa

### Dänemark
| Status    | Schnellfahr-strecke   | Höchstgeschwindigkeit im Betrieb                                                    | Länge                     | Inbetriebnahme                                                                              | Stromsystem                                                     | Zugbeeinflussung                             | Nutzung durch                                   |
| --------- | --------------------- | ----------------------------------------------------------------------------------- | ------------------------- | ------------------------------------------------------------------------------------------- | --------------------------------------------------------------- | -------------------------------------------- | ----------------------------------------------- |
| Im Ausbau | Ringsted–Fehmarnbelt  | 200 km/h (2025: Næstved–Vordingborg 180 km/h; Vordingborg–Nykøbing F Vest 160 km/h) | 119 km (55 km in Betrieb) | 2029 (ETCS)                                                                                 | 25 kV, 50 Hz Ringsted–Næstved seit 2021, Gesamtstrecke bis 2028 | ETCS: Næstved–Nykøbing F Vest, Rest bis 2029 | 2025: Regionalverkehr, Güter                    |
| Im Neubau | Odense Vest–Kavslunde | 200 km/h                                                                            | 35 km                     | 2030 (2023: vorbereitende Arbeiten, Bürgerbeteiligungen, 2024: Geländeankauf, Enteignungen) | 25 kV, 50 Hz                                                    | ETCS                                         | geplant nach Fertigstellung: Fernverkehr, Güter |

### Deutschland
| Status             | Schnellfahrstrecke            | Höchstgeschwindigkeit im Betrieb                  | Länge     | Inbetriebnahme | Stromsystem   | Zugbeeinflussung           | geplante Nutzung durch (Auswahl)           |
| ------------------ | ----------------------------- | ------------------------------------------------- | --------- | --- | ------------- | -------------------------- | ------------------------------------------ |
| Im Neubau          | Stuttgart–Wendlingen          | 250 km/h                                          | 25,2 km   | 2026 (geplant) | 15 kV 16,7 Hz | ETCS Level 2               | Regionalverkehr (RE 1), Fernverkehr        |
| Im Ausbau          | St. Ingbert–Ludwigshafen      | 200 km/h (nicht Neustadt Weinstr.–Kaiserslautern) | 82 km     | 2028 im Rahmen der Generalsanierung (geplant)                                                                                     | 15 kV 16,7 Hz | PZB, geplant: ETCS Level 2 | Regionalverkehr, Fernverkehr, Güterverkehr |
| Im Ausbau          | Berlin–Neuhof (b Zossen)      | 200 km/h                                          | 23 km     | 2028 (geplant) | 15 kV 16,7 Hz | ETCS Level 2, PZB          | Regionalverkehr, Fernverkehr, Güterverkehr |
| Im Ausbau          | Rückersdorf (Niederl)–Dresden | 200 km/h                                          | ca. 60 km | 2028 (geplant) | 15 kV 16,7 Hz | ETCS Level 2, PZB          | Regionalverkehr, Fernverkehr, Güterverkehr |
| Im Ausbau          | Eltersdorf–Ebensfeld          | 230 km/h                                          | 83 km     | Teilabschnitte bereits in Betrieb, endgültige Fertigstellung ca. 2030                                                             | 15 kV 16,7 Hz | ETCS Level 2, PZB          | Regionalverkehr, Fernverkehr, Güterverkehr |
| Im Aus- und Neubau | Lübeck–Puttgarden             | 200 km/h                                          | 88 km     | 2030 (geplant) | 15 kV 16,7 Hz | ETCS Level 2, PZB          | Regionalverkehr, Fernverkehr, Güterverkehr |
| Im Ausbau          | Riesa–Dresden                 | 200 km/h                                          | 54 km     | Ausbau in Abschnitten, endgültige Fertigstellung nach 2030                                                                        | 15 kV 16,7 Hz | ETCS Level 2 oder LZB, PZB | Regionalverkehr, Fernverkehr, Güterverkehr |
| Im Aus- und Neubau | Karlsruhe–Basel               | 250 km/h                                          | 117 km    | Rastatt Süd–Offenburg und Katzenbergtunnel bereits in Betrieb, Karlsruhe–Rastatt Süd vsl. 2026, komplette Schnellfahrstrecke 2041 | 15 kV 16,7 Hz | ETCS Level 2, PZB          | Regionalverkehr, Fernverkehr, Güterverkehr |
| Im Ausbau          | Hanau–Gelnhausen              | 230 km/h                                          | 16 km     | noch nicht absehbar | 15 kV 16,7 Hz | ETCS Level 2, PZB          | Regionalverkehr, Fernverkehr, Güterverkehr |

### Estland, Lettland, Litauen
| Status | Schnellfahrstrecke                            | Höchstgeschwindigkeit im Betrieb | Länge  | Inbetriebnahme | Spurweite | Stromsystem | Zugbeeinflussung | geplante Nutzung durch    |
| ------ | --------------------------------------------- | -------------------------------- | ------ | -------------- | --------- | ----------- | ---------------- | ------------------------- |
| Im Bau | Tallinn–Järvakandi (Rail Baltica)             | 250 km/h                         | 53 km  | 2030           | 1435 mm   | 25 kV 50 Hz | ETCS Level 2     | Güterverkehr, Fernverkehr |
| Im Bau | Grenze Lettland/Litauen–Kaunas (Rail Baltica) | 250 km/h                         | 170 km | 2030           | 1435 mm   | 25 kV 50 Hz | ETCS Level 2     | Güterverkehr, Fernverkehr |

### Frankreich
| Status | Schnellfahrstrecke    | Höchstgeschwindigkeit im Betrieb | Länge                                | Inbetriebnahme | Stromsystem  | Zugbeeinflussung | geplante Nutzung durch |
| ------ | --------------------- | -------------------------------- | ------------------------------------ | -------------- | ------------ | ---------------- | ---------------------- |
| Im Bau | LGV Lyon–Turin (I)    | 320 km/h                         | 142 km, inklusive Anbindung Chambéry | 2032 (geplant) | 25 kV, 50 Hz |                  | TGV, Frecciarossa      |
| Im Bau | LGV Bordeaux–Toulouse | 320 km/h                         | 222 km                               | 2032 (geplant) | 25 kV, 50 Hz |                  | TGV                    |

### Italien
| Status                  | Schnellfahr-strecke                                            | Höchstgeschwindigkeit im Betrieb | Länge                     | Inbetriebnahme                  | Stromsystem                           | Zugbeeinflussung | geplante Nutzung durch            |
| ----------------------- | -------------------------------------------------------------- | -------------------------------- | ------------------------- | ------------------------------- | ------------------------------------- | ---------------- | --------------------------------- |
| Im Bau                  | Palermo–Catania                                                | max. 250 km/h                    | 223 km                    | 2025 (geplant, abschnittsweise) | 3 kV =                                |                  |                                   |
| Im Bau                  | Neapel–Foggia(–Bari)                                           | 250 km/h                         | 145 km                    | 2025 (geplant, abschnittsweise) | 3 kV =                                |                  |                                   |
| Im Bau                  | Genua–Terzo Valico dei Giovi                                   | 250 km/h                         | 53 km                     | 2026 (geplant)                  | 3 kV = (vorbereitet für 25 kV, 50 Hz) | ETCS Level 2     | ETR, Güter (v. a. nachts)         |
| Abschnitts-weise im Bau | Verona–Franzensfeste (Brenner-Südzulauf)                       | 200–250 km/h                     | 180 km                    | 2026 (geplant, abschnittsweise) | 25 kV, 50 Hz                          |                  | EC, IC, Güter                     |
| Im Ausbau               | Venedig–Triest                                                 | 200 km/h                         | 161 km                    | 2026 (geplant)                  | 3 kV =                                |                  |                                   |
| Im Bau                  | Brescia–Verona                                                 | 250 km/h                         | 45,4 km                   | 2026 (geplant)                  | 3 kV =                                | ETCS Level 2     | ETR, Güter (v. a. nachts)         |
| Im Bau                  | Verona–Padua                                                   | 250 km/h                         | 80 km                     | 2029 (geplant)                  | 3 kv =                                | ETCS Level 2     | ETR, Güter (v. a. nachts)         |
| Abschnitts-weise im Bau | Battipaglia–Paola                                              | 300 km/h                         | 207 km                    | 2030 (geplant)                  | 25 kV, 50 Hz                          |                  |                                   |
| Im Bau                  | Franzensfeste–Innsbruck (A) (Brennerbasistunnel)               | 230 km/h                         | 55 km (ohne Inntaltunnel) | 2032 (geplant)                  | 25 kV, 50 Hz                          | ETCS             | ICE, Railjet, Frecciarossa, Güter |
| Im Bau                  | Bussoleno–Saint-Jean-de-Maurienne (F) (Mont-Cenis-Basistunnel) | 220 km/h                         | 57 km                     | 2032 (geplant)                  | 25 kV, 50 Hz                          | ETCS             |                                   |

### Norwegen
| Status    | Schnellfahr-strecke             | Höchstgeschwindigkeit im Betrieb | Länge                      | Inbetriebnahme                                   | Stromsystem    | Zugbeeinflussung | geplante Nutzung durch |
| --------- | ------------------------------- | -------------------------------- | -------------------------- | ------------------------------------------------ | -------------- | ---------------- | ---------------------- |
| Im Neubau | Vestfoldbanen: Drammen–Tønsberg | 200 km/h (teilweise)             | 53 km                      | 2016 Holm–Nykirke (14,3 km), 2025 Fertigstellung | 15 kV, 16,7 Hz | ATC              | NSB Type 74            |
| Im Neubau | Dovrebanen: Kleverud–Hamar      | 200 km/h                         | 30 km                      | 2027 (Baubeginn 2023)                            | 15 kV, 16,7 Hz | ATC              |                        |
| Im Bau    | Østfoldbanen: Ski–Fredrikstad   | 250 km/h                         | 20 km Neubau, 30 km Ausbau | 2029                                             | 15 kV, 16,7 Hz | ETCS             |                        |

### Österreich
| Status    | Schnellfahrstrecke                                       | Höchstgeschwindigkeit im Betrieb | Länge                     | Inbetriebnahme                               | Stromsystem    | Zugbeeinflussung  | geplante Nutzung durch            |
| --------- | -------------------------------------------------------- | -------------------------------- | ------------------------- | -------------------------------------------- | -------------- | ----------------- | --------------------------------- |
| Im Ausbau | Wien–Wampersdorf (Pottendorfer Linie)                    | 200 km/h                         | 31 km                     | zweigleisiger Ausbau 2023 abgeschlossen      | 15 kV, 16,7 Hz | ETCS Level 2, PZB | Railjet, EC, IC, Güter, Regio     |
| Im Bau    | Graz–Klagenfurt (Koralmbahn)                             | 230 km/h                         | 125 km                    | Dez. 2023 (Kärntner Teil) Dez. 2025 (gesamt) | 15 kV, 16,7 Hz | ETCS Level 2      | Railjet, EC, IC, Güter            |
| Im Bau    | Wien–Marchegg (Marchegger Ostbahn)                       | 200 km/h                         | 37 km                     | Jul. 2025 (geplant)                          | 15 kV, 16,7 Hz | ETCS Level 2, PZB | Railjet, EC, IC, Güter, Regio     |
| Im Bau    | Stillfried–Staatsgrenze Österreich/Tschechien (Nordbahn) | 200 km/h                         | 35 km                     | 2030 (geplant)                               | 15 kV, 16,7 Hz | ETCS Level 2      | Railjet, EC, Güter, Regio         |
| Im Bau    | Gloggnitz–Mürzzuschlag (Semmeringbasistunnel)            | 230 km/h                         | 27 km                     | 2030 (geplant)                               | 15 kV, 16,7 Hz | ETCS Level 2      | Railjet, EC, IC, Güter, Regio     |
| Im Bau    | Linz–Wels (Westbahn) viergleisiger Ausbau                | 230 km/h                         | 22 km                     | 2031 (geplant)                               | 15 kV, 16,7 Hz | ETCS Level 2      | Railjet, ICE, EC, IC, WEST, Güter |
| Im Bau    | Innsbruck–Franzensfeste (I) (Brennerbasistunnel)         | 230 km/h                         | 55 km (ohne Inntaltunnel) | 2032 (geplant)                               | 25 kV, 50 Hz   | ETCS Level 2      | ICE, Railjet, Frecciarossa, Güter |

### Portugal
| Status | Schnellfahrstrecke | Höchstgeschwindigkeit im Betrieb | Länge                | Spurweite              | Stromsystem  | Zugbeeinflussung | Inbetriebnahme    | geplante Nutzung durch |
| ------ | ------------------ | -------------------------------- | -------------------- | ---------------------- | ------------ | ---------------- | ----------------- | ---------------------- |
| Im Bau | Lissabon–Madrid    | 250 km/h                         | 207 km (in Portugal) | 1668 mm später 1435 mm | 25 kV, 50 Hz |                  | 2025 (nur 100 km) | auch Güter             |
| Im Bau | Lissabon–Porto     | 300 km/h                         | 298 km               |                        | 25 kV, 50 Hz |                  | 2027–2030         |                        |

### Schweden
| Status    | Schnellfahrstrecke                | Höchstgeschwindigkeit im Betrieb | Länge  | Inbetriebnahme                                                                      | Stromsystem     | Zugbeeinflussung | geplante Nutzung durch |
| --------- | --------------------------------- | -------------------------------- | ------ | ----------------------------------------------------------------------------------- | --------------- | ---------------- | ---------------------- |
| Im Neubau | Umeå–Skellefteå (Norrbotniabanan) | 250 km/h                         | 126 km | 2026 bis Dåva (12 km, geplant), 2032 Verlängerung bis Skellefteå (Bau begann 2025). | 15 kV 16,7 Hz ~ | ETCS Level 2     | X2, SJ Zefiro          |
| Im Neubau | Linköping–Järna (Ostlänken)       | 250 km/h                         | 160 km | 2035 (geplant)                                                                      | 15 kV 16,7 Hz ~ | ETCS Level 2     |                        |

### Serbien, Ungarn
| Status | Schnellfahrstrecke                                       | Höchstgeschwindigkeit im Betrieb | Länge  | Inbetriebnahme | Stromsystem  | Zugbeeinflussung | geplante Nutzung durch |
| ------ | -------------------------------------------------------- | -------------------------------- | ------ | -------------- | ------------ | ---------------- | ---------------------- |
| Im Bau | Budapest–Belgrad (Novi Sad–Belgrad seit 2022 in Betrieb) | 200 km/h                         | 350 km | Ende 2025      | 25 kV, 50 Hz | ETCS Level 2     | lokbespannte Wagenzüge |

### Spanien
| Status | Schnellfahrstrecke    | Höchstgeschwindigkeit im Betrieb | Länge      | Inbetriebnahme                                               | Spurweite | Stromsystem  | Zugbeeinflussung   | geplante Nutzung durch |
| ------ | --------------------- | -------------------------------- | ---------- | ------------------------------------------------------------ | --------- | ------------ | ------------------ | ---------------------- |
| Im Bau | Xátiva–Silla          | 300 km/h                         | 59 km      | 2020 Gleisanlagen fertiggestellt, Elektrifizierung in Arbeit | 1435 mm   | 25 kV, 50 Hz |                    |                        |
| Im Bau | Sevilla–Antequera     | 250 km/h                         | 123 km     | Arbeiten eingestellt                                         |           |              |                    |                        |
| Im Bau | Vitoria–Bilbao        | 230 km/h                         | 90,8 km    | 2027                                                         | 1435 mm   | 25 kV, 50 Hz | ETCS Level 2       |                        |
| Im Bau | Bergara–San Sebastian | 230 km/h                         | 89,7 km    | 2027                                                         | 1435 mm   | 25 kV, 50 Hz | ETCS Level 2       |                        |
| Im Bau | Burgos–Vitoria        | 350 km/h                         | 91 km      | 2027                                                         | 1435 mm   | 25 kV, 50 Hz | ETCS Level 2, ASFA |                        |
| Im Bau | Toledo–Oropesa        | 300 km/h                         | ca. 118 km | 2030                                                         | 1435 mm   | 25 kV, 50 Hz | ETCS Level 2       |                        |
| Im Bau | Oropesa–Plasencia     | 300 km/h                         | 68,6 km    | 2025 (2020 Unterbau fertiggestellt)                          | 1435 mm   | 25 kV, 50 Hz | ETCS Level 2       |                        |
| Im Bau | Murcia–Almería        | 300 km/h                         | 184,3 km   | 2026                                                         | 1435 mm   | 25 kV, 50 Hz | ETCS Level 2       |                        |

### Vereinigtes Königreich
| Status | Schnellfahrstrecke               | Höchstgeschwindigkeit im Betrieb | Länge  | Inbetriebnahme | Stromsystem  | Zugbeeinflussung | geplante Nutzung durch |
| ------ | -------------------------------- | -------------------------------- | ------ | -------------- | ------------ | ---------------- | ---------------------- |
| Im Bau | London–Birmingham (High Speed 2) | 360 km/h                         | 230 km | 2030 (geplant) | 25 kV, 50 Hz |                  |                        |

Tschechische Republik

## Nordamerika

### Mexiko
| Status    | Schnellfahrstrecke     | Höchstgeschwindigkeit im Betrieb | Länge  | Inbetriebnahme | Stromsystem      | Zugbeeinflussung | geplante Nutzung durch |
| --------- | ---------------------- | -------------------------------- | ------ | -------------- | ---------------- | ---------------- | ---------------------- |
| Im Ausbau | Mexiko-Stadt–Querétaro | 200 km/h                         | 226 km | Okt. 2027      | dieselelektrisch |                  |                        |
| Im Ausbau | Querétaro–Irapuato     | 200 km/h                         | 108 km | 2028           | dieselelektrisch |                  |                        |

### Vereinigte Staaten
| Status    | Schnellfahrstrecke                                                      | Höchstgeschwindigkeit im Betrieb | Länge  | Inbetriebnahme | Stromsystem  | Zugbeeinflussung     | geplante Nutzung durch |
| --------- | ----------------------------------------------------------------------- | -------------------------------- | ------ | -------------- | ------------ | -------------------- | ---------------------- |
| Im Ausbau | Washington–New York–Boston (Northeast Corridor)                         | 257 km/h (160 mph)               | 734 km | 2025           | 25 kV, 60 Hz | ACSES und Pulse-Code | Avelia Liberty         |
| Im Neubau | Merced–Bakersfield (California High-Speed Rail)                         | 354 km/h (220 mph)               | 275 km | 2030 (geplant) | 25 kV, 60 Hz |                      |                        |
| Im Neubau | Rancho Cucamonga (nahe Los Angeles)–Las Vegas (Projekt Brightline West) | 322 km/h (200 mph)               | 351 km | 2028           | 25 kV, 60 Hz |                      | Siemens Velaro Novo    |